# لينتون (كامبريدجشير)
لينتون (بالإنجليزية: Linton, Cambridgeshire)‏ هي قرية و أبرشية مدنية تقع في المملكة المتحدة في كامبريدجشير. يقدر عدد سكانها بـ 4,412 نسمة .